# Didier Schaub
Didier Schaub (Nice, 20 augustus 1952 - Parijs, 11 november 2014) is een Frans kunstcriticus en expert in hedendaagse kunst. Hij is conservator van de Centraal-Afrikaanse regio en artistiek directeur van culturele organisatie doual'art in Kameroen.

## Leven
In Parijs ontmoette hij Marilyn Douala Bell met wie hij trouwde en in 1986 vertrok naar Douala in Kameroen.
Hij organiseerde een groot aantal artistieke exposities in Kameroen en andere landen in Centraal-Afrika, waaronder die van het werk van de Kameroense kunstenaars Koko Komégné en Joseph-Francis Sumégné.
In 1991 richtte hij samen met zijn vrouw Marilyn Douala Bell de organisatie voor hedendaagse kunst 'doual'art' op, waarmee ze sinds 2007 de triënnale SUD-Salon Urbain organiseren. Deze organisatie werd in 2009 onderscheiden met een Prins Claus Prijs. In 2010 organiseerde ze samen met de Mondriaan Stichting de Kenia Workshop. Verder organiseerde ze onder meer de Mobile A2K: Resources Interfaces and Contents on Urban Transformation samen met het Rockefeller Foundation Bellagio Center en de Curating in Africa Symposium in het museum Tate Modern in Londen.